# Hatu-Builico (Verwaltungsamt)
| \| \| |
|       |

|  |

Hatu-Builico ist ein osttimoresisches Verwaltungsamt (portugiesisch Posto Administrativo) in der Gemeinde Ainaro. „Hatu-Builico“ bedeutet in der lokalen Sprache Mambai „loser Stein“.

## Geographie

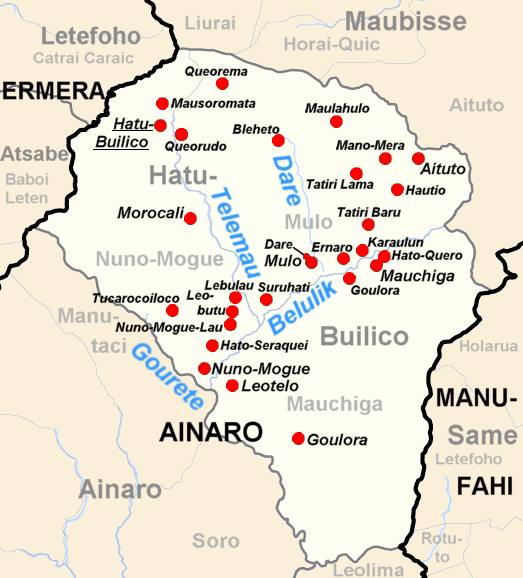
Hatu-Builico in den Grenzen bis 2015

Bis 2014 wurden die Verwaltungsämter noch als Subdistrikte bezeichnet.
Hatu-Builico liegt zwischen den Verwaltungsämtern Ainaro und Hato-Udo im Süden und Maubisse im Norden. Im Westen grenzt Hatu-Builico an die Gemeinde Ermera und im Osten an die Gemeinde Manufahi. Die Landschaft ist gebirgig. Die Cablac-Berge an der Ostgrenze zu Manufahi erreichen fast 2500 m. Im Westen erheben sich die Ramelau-Berge an der Grenze zu Ermera. Der Gipfel des Tatamailau (2963 m), Osttimors höchster Berg, befindet sich knapp hinter der Grenze. Die Flüsse Tolemau (Telemau) und Dare entspringen im Norden des Verwaltungsamts und münden hier in den Belulik, der das Verwaltungsamt in der Mitte von Nordost nach Nordwest durchquert.
Hatu-Builico hat eine Fläche von 129,34 km² und teilt sich in drei Sucos: Mulo im Nordosten, Mauchiga (Mau-Chiga) im Südosten und Nuno-Mogue (Nunu Mogue) im Nordwesten. Der Verwaltungssitz liegt im Ort Hatu-Builico (Suco Nuno-Mogue). 2014 befand sich der Sitz noch im Suco Mulo.

Klimadaten
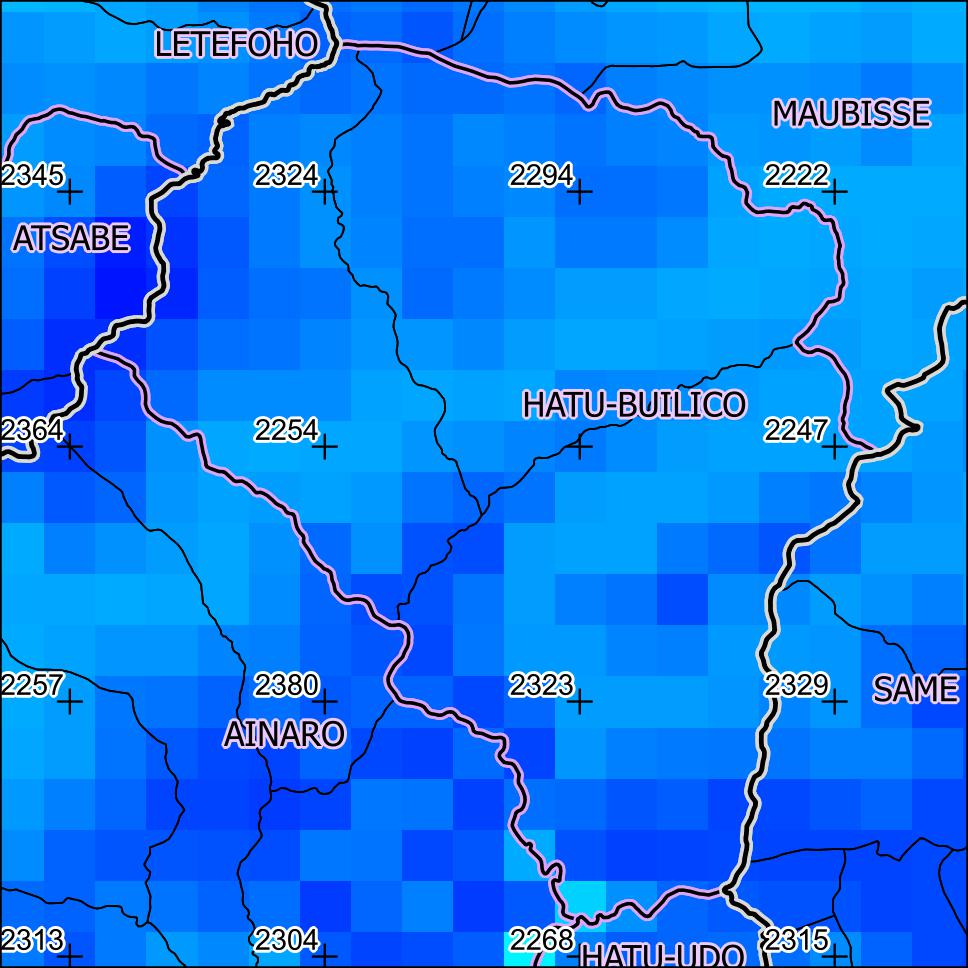
Jährliche Niederschlagsmenge (2000)
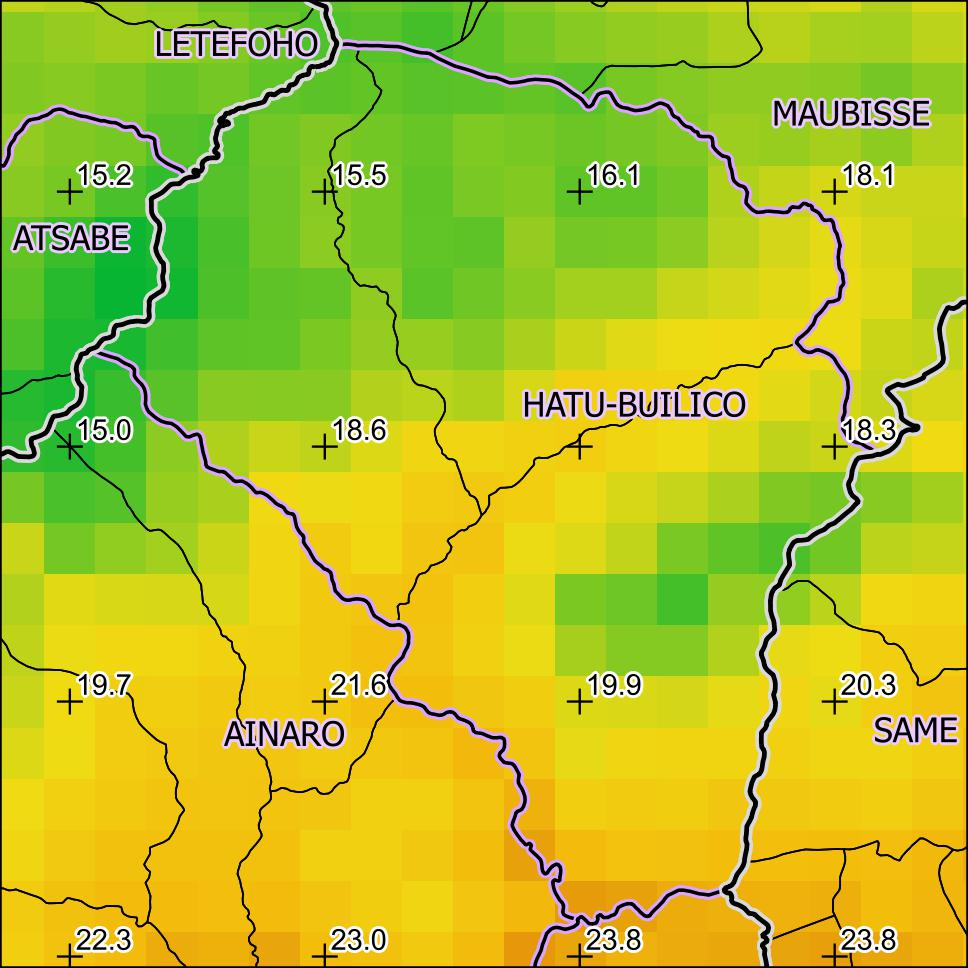
Jahresdurchschnitts-temperatur (2000)

## Einwohner

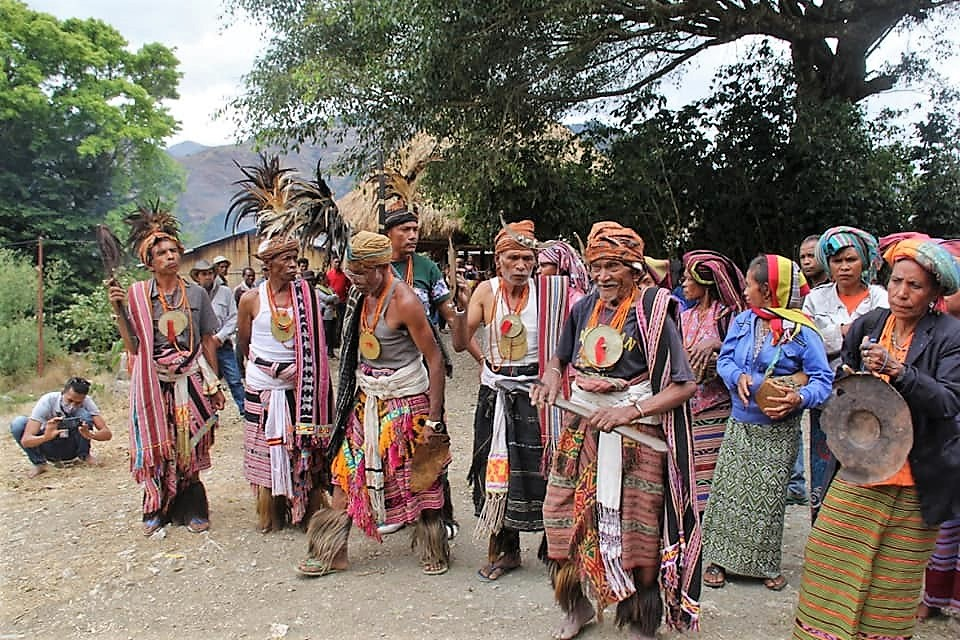
In der Aldeia Mauchiga

Im Verwaltungsamt leben 15.134 Einwohner (2022), davon sind 7.748 Männer und 7.386 Frauen. In Hatu-Builico gibt es 2.380 Haushalte. Die größte Sprachgruppe bilden die Sprecher der Nationalsprache Mambai. Neben der katholischen Mehrheit, gibt es noch Protestanten in Tolemau und Muslime. Der Altersdurchschnitt beträgt 15,3 Jahre (2010, 2004: 16,9 Jahre).

## Geschichte

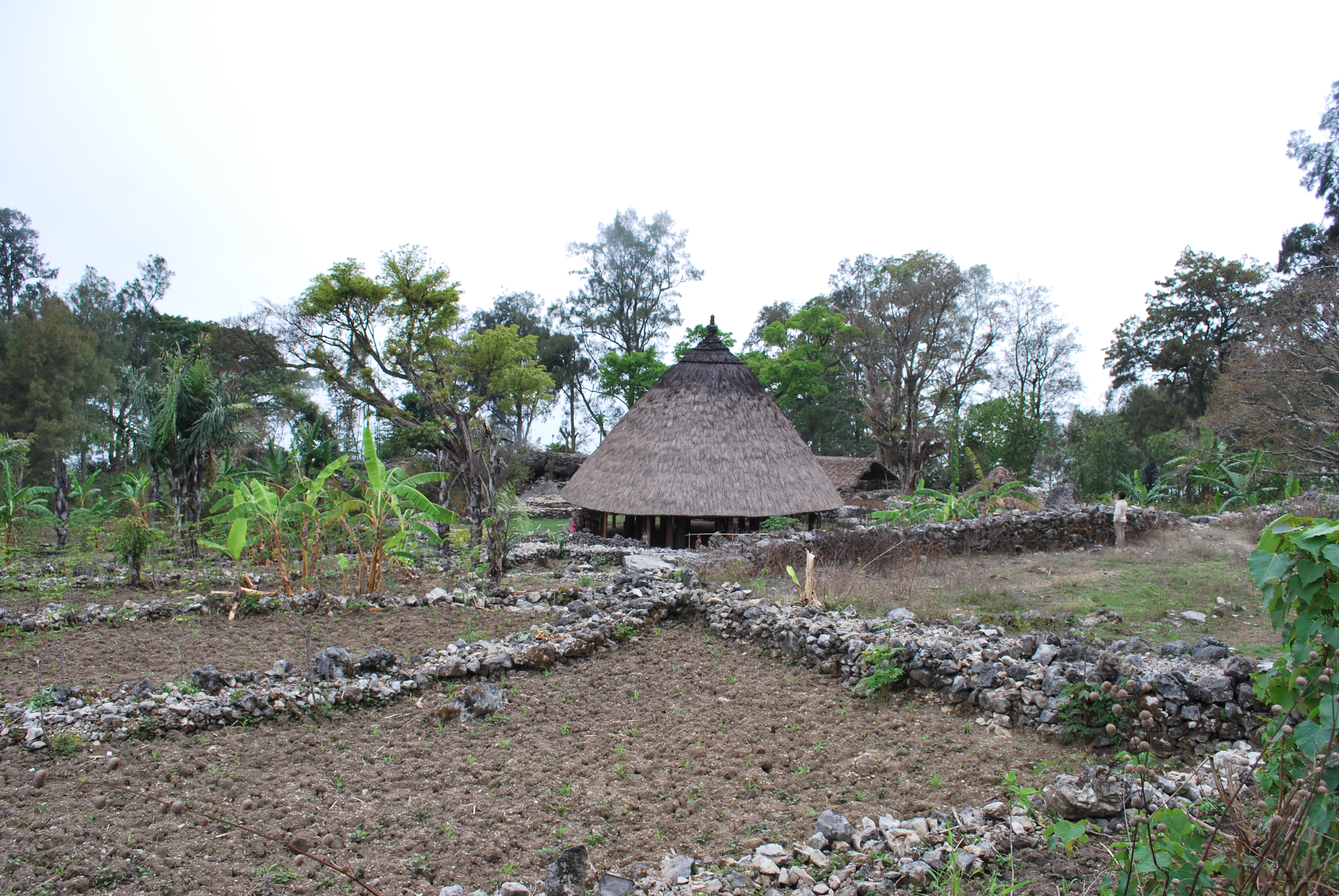
Heiliges Haus (Uma Lulik) in Mulo

Die Region war Operationsgebiet der FALINTIL, die gegen die indonesischen Invasoren kämpfte.
Am 20. August 1982 griffen FALINTIL-Kämpfer die Koramil in Dare und Koramil und Polizei in Hatu-Builico an. Dies war Teil des Cabalaki-Aufstands bei dem mehrere indonesische Stützpunkte in der Region gleichzeitig attackiert wurden. Die Indonesier schickten sofort weitere Truppen in die Region. In Dare wurden Häuser niedergebrannt, Schulen geschlossen und Frauen und Kinder dazu gezwungen Wache in Militärposten zu halten. Außerdem kam es zu Zwangsumsiedlungen, Brandschatzung, Plünderungen und Vergewaltigungen. Militärposten wurden in jeder Aldeia der Region errichtet, dazu kamen acht Gemeindeposten um Dare herum. FALINTIL-Kämpfer und ein Großteil der Bevölkerung flohen aus dem Gebiet.

## Politik
Der Administrator des Verwaltungsamts wird von der Zentralregierung in Dili ernannt. 2014 war dies Domingos Lopes, 2015 Abílio Mendonça Leoneto und 2016 Armando de Araújo. Am 9. Januar 2024 wurde Aniceto Marques zum Administrator ernannt.

## Wirtschaft
91 % der Haushalte bauen Mais an, 78 % Kaffee, 74 % Gemüse, 62 % Maniok, 20 % Kokosnüsse und 2 % Reis.